# 喬比·哈諾德
喬比·哈諾德（英語：Joby Harold），英格蘭男編劇、製片人及導演，與合作夥伴托莉·特勒2005年共同創立、經營安全屋影業（Safehouse Pictures）。哈諾德撰寫過多部著名影視劇本，包括電影《亞瑟：王者之劍》（2017年）、《活屍大軍》（2021年）、《變形金剛：萬獸崛起》（2023年）以及電視劇《歐比王·肯諾比》（2022年）。

## 職業生涯
喬比·哈諾德2007年以自編自導的電影《索命麻醉》出道，並與托莉·特勒2005年共同創立、經營安全屋影業（Safehouse Pictures）。之後為蓋·瑞奇電影《亞瑟：王者之劍》（2017年）和查克·史奈德電影《活屍大軍》（2021年）編寫劇本。他也在道格·李曼電影《明日邊界》（2014年）中擔任執行製片人。2022年在Disney+電視劇《歐比王·肯諾比》中擔任編劇兼執行製片人。

## 作品列表

### 電影
| 年份 | 標題                    | 職位 | 職位 | 職位 | 附註 |
| 年份 | 標題                    | 導演 | 編劇 | 製片 | 附註 |
| ---- | ----------------------- | ---- | ---- | ---- | ---- |
| 2007 | 《索命麻醉》            | 是   | 是   |      |      |
| 2014 | 《明日邊界》            |      |      | 執行 |      |
| 2016 | 《我的盲目兄弟》        |      |      | 執行 |      |
| 2017 | 《亞瑟：王者之劍》      |      | 是   | 是   |      |
| 2018 | 《羅賓漢崛起》          |      |      | 執行 |      |
| 2019 | 《捍衛任務3：全面開戰》 |      |      | 執行 |      |
| 2021 | 《活屍大軍》            |      | 是   |      |      |
| 2023 | 《變形金剛：萬獸崛起》  |      | 是   |      |      |
| 2023 | 《閃電俠》              |      | 故事 |      |      |
| 2024 | 《異星戰境》            |      |      | 是   |      |
| 2025 | 《無痛先生》            |      |      | 是   |      |

### 電視
| 年份      | 標題                             | 職位       | 職位 | 附註 |
| 年份      | 標題                             | 執行製片人 | 編劇 | 附註 |
| --------- | -------------------------------- | ---------- | ---- | ---- |
| 2016–2017 | 《地下鐵路》                     | 是         |      | 20集 |
| 2020      | 《冰上旅程》                     | 是         |      | 10集 |
| 2022      | 《歐比王·肯諾比》                | 是         | 是   | 6集  |
| 2023–     | 《君主計畫：神祕組織與怪獸之謎》 | 是         |      |      |

## 外部連結
- 喬比·哈諾德在互联网电影资料库（IMDb）上的資料（英文）